# Лехцієв Ілля Георгійович
Ілля Георгійович Лехцієв (1926 — ?) — український радянський діяч, голова виконавчого комітету Луганської міської ради депутатів трудящих.

## Життєпис
Освіта вища. Член ВКП(б) з 1951 року.
12 липня 1960 — 9 січня 1965 року — голова виконавчого комітету Луганської міської ради депутатів трудящих.
7 грудня 1964 — 28 березня 1974 року — заступник голови виконавчого комітету Луганської (Ворошиловградської) обласної ради депутатів трудящих. Знятий з посади «за зловживання службовим становищем, яке привело до розбазарювання і розкрадання державних коштів у великих розмірах».
Подальша доля невідома.